# Удобрительная
Удобри́тельная — железнодорожная станция однопутной тепловозной линии Курск — Воронеж. Станция расположена в городе Щигры в 65 км от Курска, относится к Орловско-Курскому региону Московской железной дороги РЖД. По состоянию на 2009 год на станции расположено техническое здание и одна низкая остановочная платформа с типовым навесом светло-зелёного цвета. Техническое здание покрашено в красный цвет. Железнодорожной кассы нет. Несмотря на фактическое отсутствие инфраструктуры, Удобрительная имеет статус станции.

## История
В 1930 году под Щиграми была начата добыча фосфатов (основное сырьё для производства фосфорных удобрений) шахтным способом и открыт завод по их переработке. Для обслуживания шахты и завода на действующей линии Курск — Воронеж в 1931 году была открыта новая станция, получившая название «Удобрительная».
В 1961 году посёлок Фосфоритного рудника был включён в состав Щигров и Удобрительная стала второй станцией (после станции Щигры) в черте города. В 1960-е — 1970-е годы были отведены пути на элеватор и завод «Пластполимер», а шахта была закрыта.
В 1990-е годы грузовое и пассажирское сообщение на линии Курск — Воронеж значительно сократилось. Здание вокзала и большинство станционных сооружений были закрыты и заброшены. Вместе с тем, на станции вплоть до середины 2000-х годов останавливались поезда дальнего следования. Ранее навес на перроне, как и техническое здание, был красного цвета, позднее он был перекрашен в светло-зелёный.

## Пригородное сообщение
Пригородное сообщение осуществляется по направлениям:
- Курск — Касторная
- Курск — Ливны

## Поезда дальнего следования
По состоянию на 2009 год поезда дальнего следования на станции не останавливаются

## Фотографии

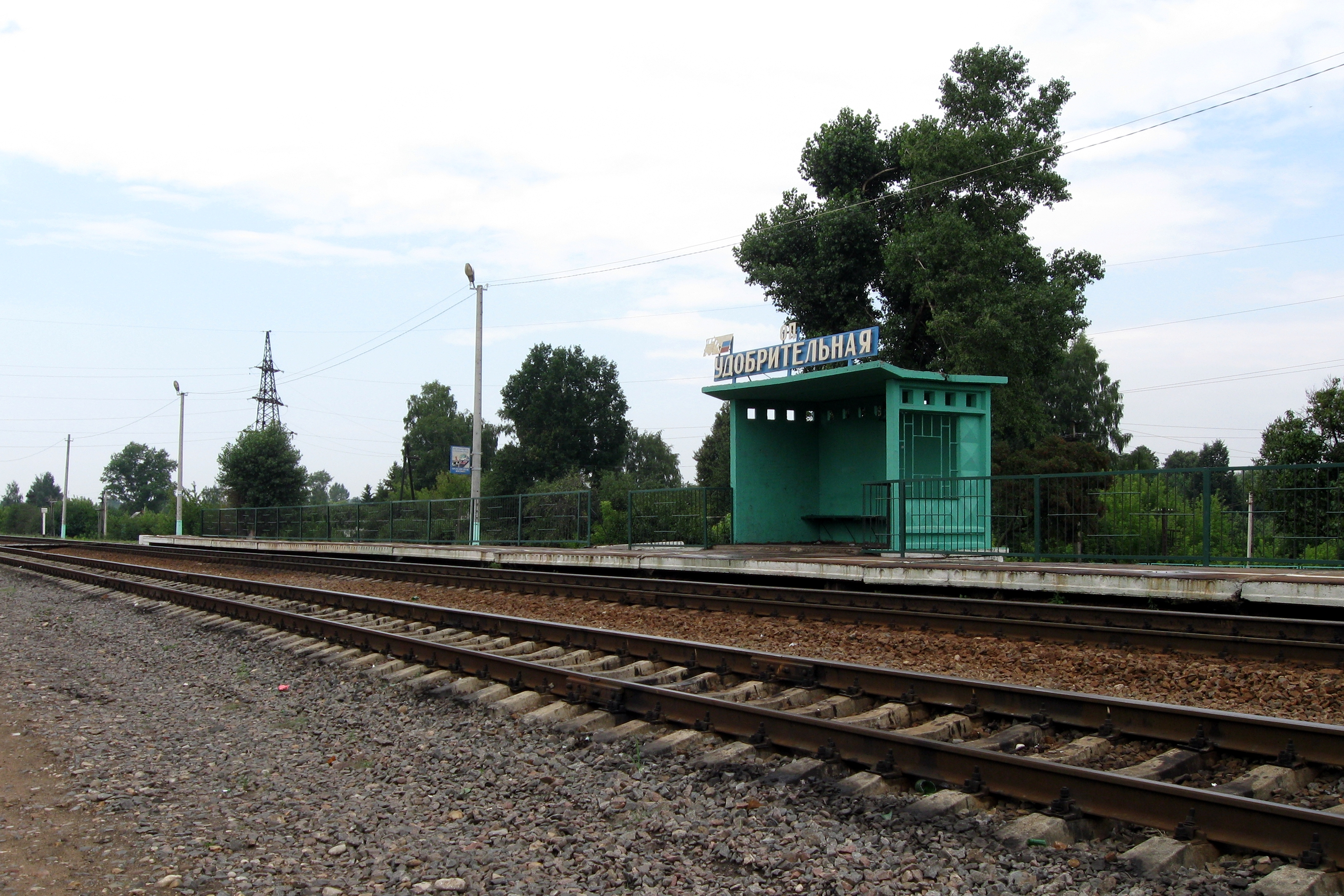
Вид на станцию с восточной стороны
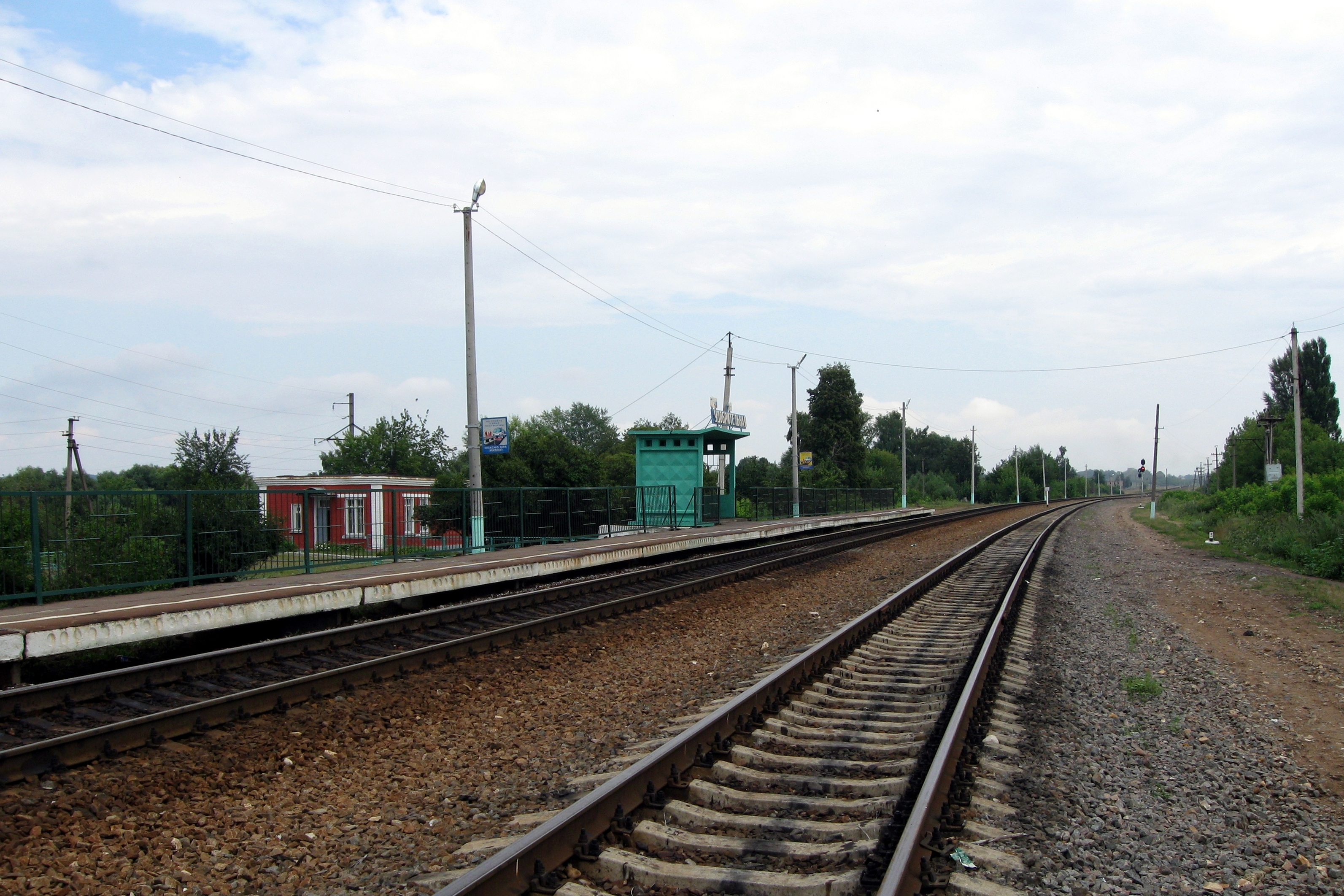
Вид на станцию с западной стороны
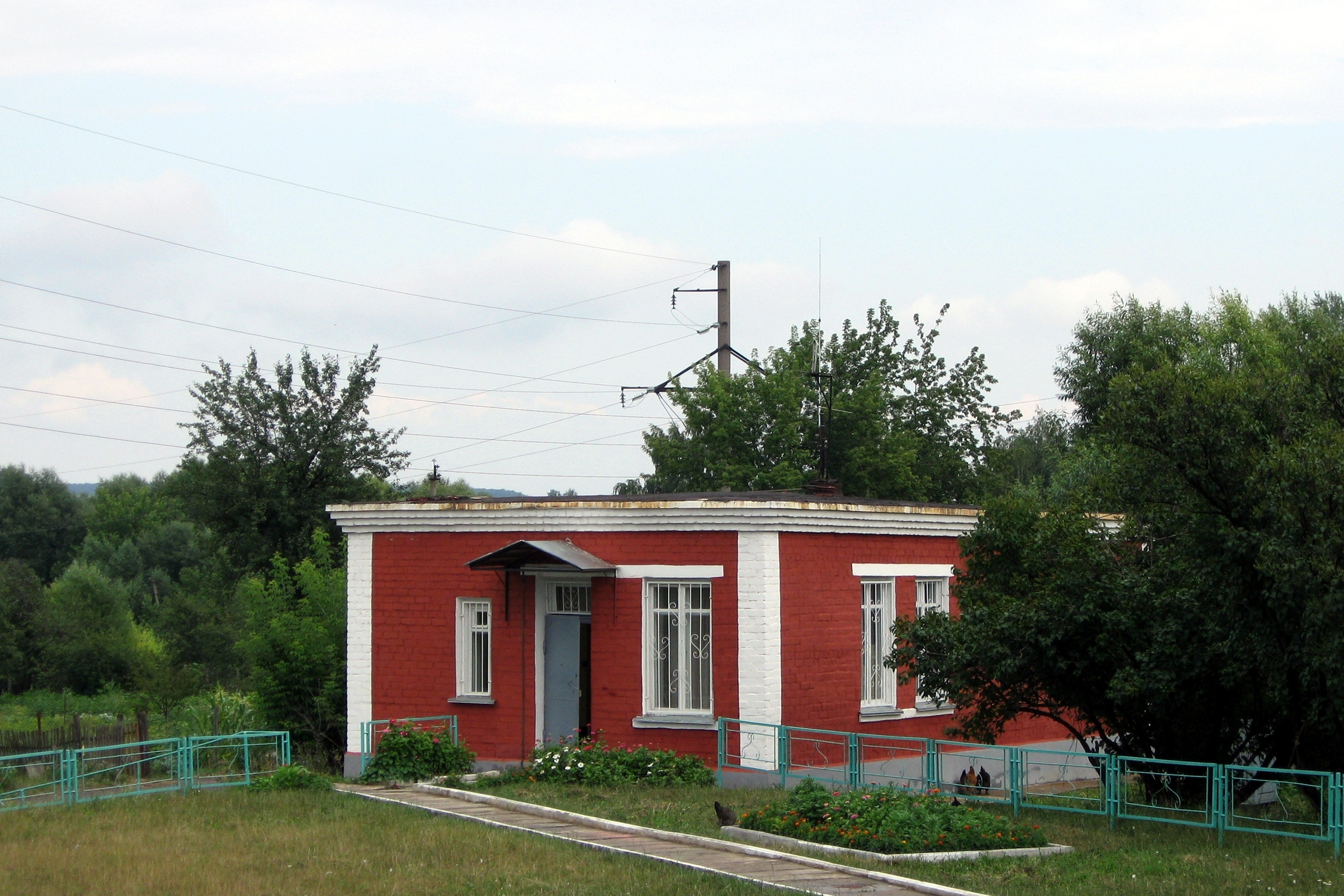
Техническое здание на станции
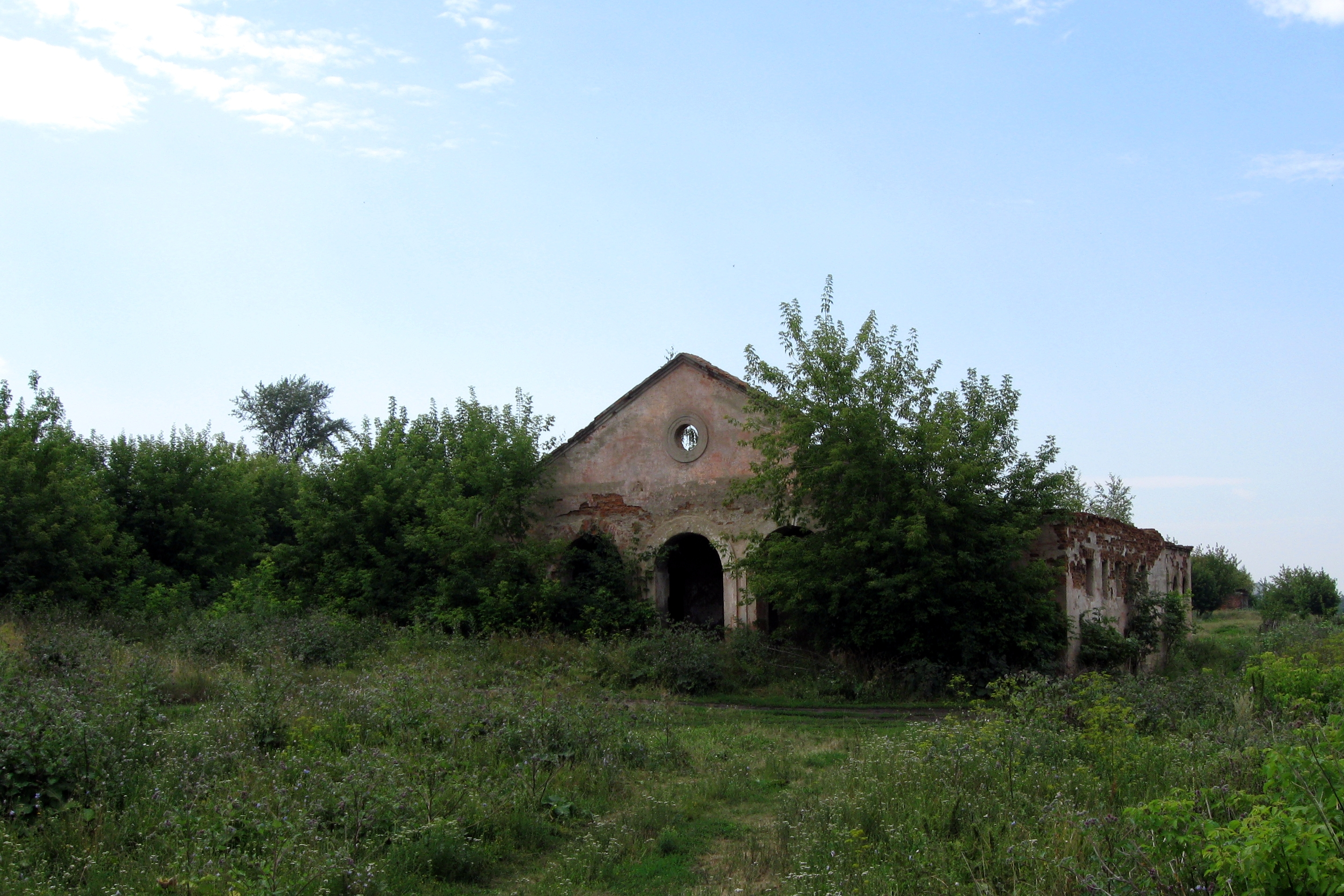
Разрушенное здание бани